# Planolocha hyposema
Planolocha hyposema là một loài bướm đêm trong họ Geometridae.